# Budva

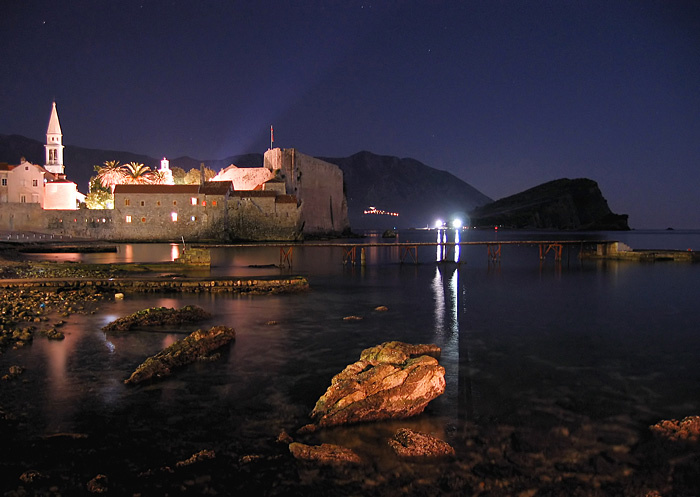
Starówka w nocy

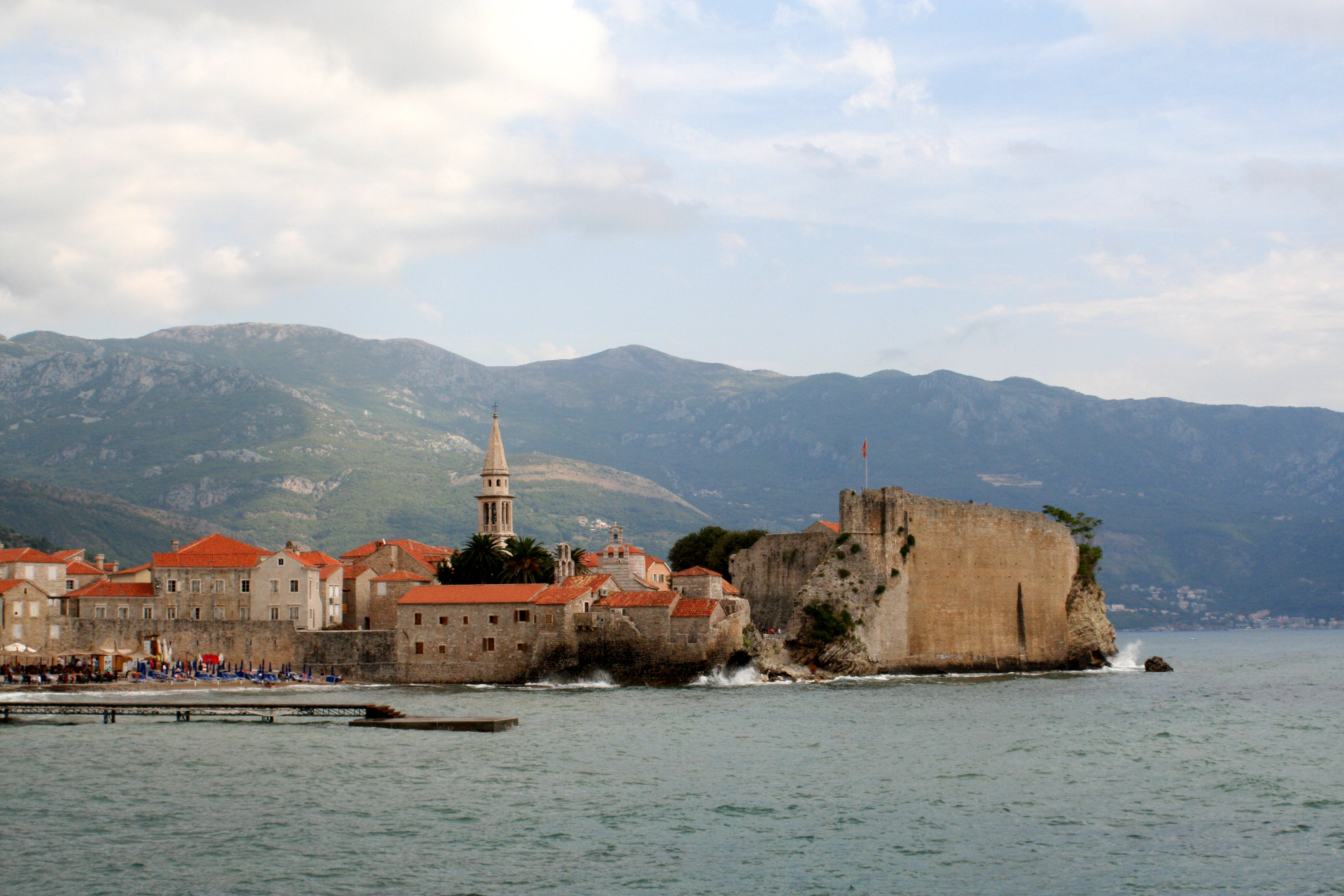
Starówka w ciągu dnia

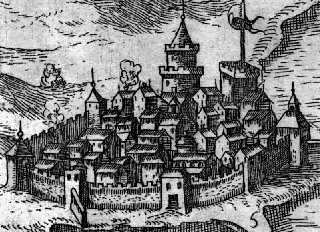
Budva w 1615.

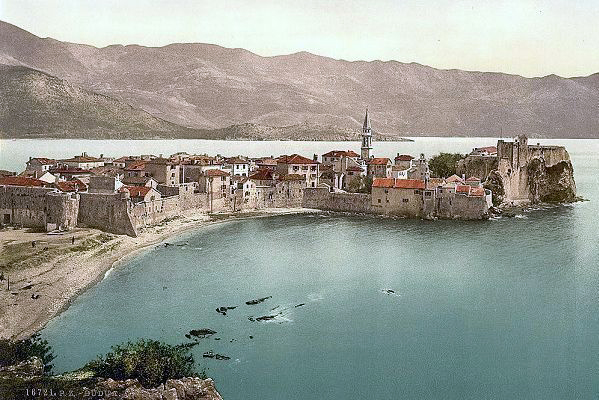
Budva na pocztówce z czasów austro-węgierskich (1900 r.)

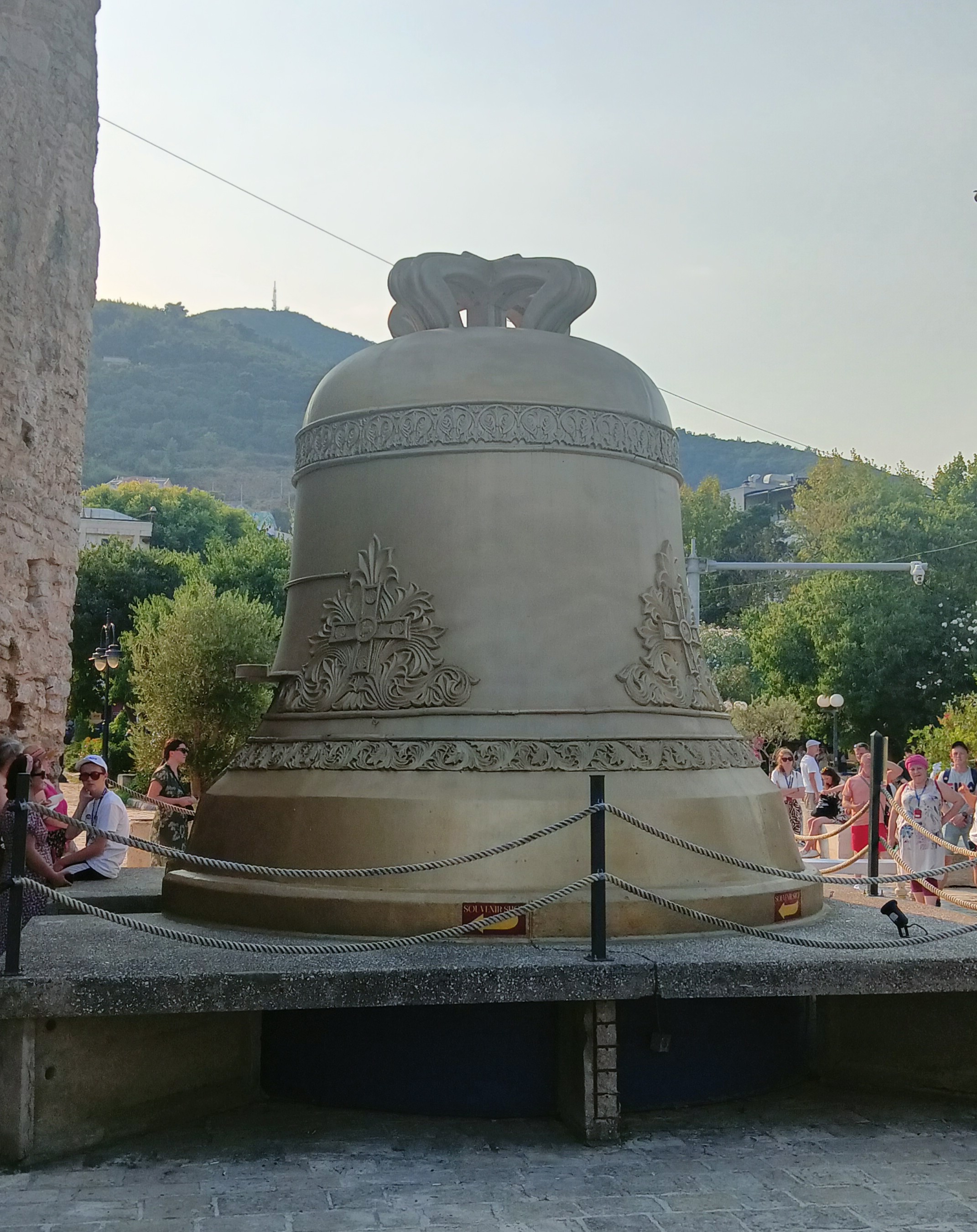
Dzwon w Budvie

Budva (cyr. Будва, wł. Budua) – miasto w Czarnogórze, siedziba gminy Budva. Jest położone nad Morzem Adriatyckim. W 2011 roku liczyło 13 338 mieszkańców.
Miasto jest odgrodzone od lądu górami. W tym rejonie występuje typowa roślinność śródziemnomorska. Budva to obok Kotoru i Herceg Novi jeden z popularnych ośrodków wypoczynkowych w Czarnogórze. Okolice Budvy są najbardziej skomercjalizowanym fragmentem czarnogórskiego wybrzeża Adriatyku. Ze szczytu wzgórz, od strony Podgoricy można obejrzeć panoramę tzw. Riwiery Budvańskiej. Na szczególną uwagę zasługuje Stare Miasto, położone na wysuniętym w głąb Adriatyku cyplu, które znacznie ucierpiało podczas trzęsienia ziemi w roku 1979.

## Historia
Legenda głosi, że Budva została założona przez Kadmosa, fenickiego herosa wydalonego z Teb, który znalazł tu schronienie dla siebie i swojej żony, Harmonii. Zgodnie z ustaleniami archeologów, wpierw (od IV w. p.n.e.) istniała tu jednak osada iliryjska, później dopiero kolonia grecka Buthoe. W 168 r. p.n.e. miasto wraz z całą okolicą zostaje przejęte przez Rzym. Za czasów rzymskich, nosiło nazwę Butua i było częścią prowincji Illyricum (w czasach Republiki), a później Dalmatia (w czasach Cesarstwa). Wówczas rozwinął się handel oraz uprawa winorośli i oliwy. Największy rozkwit miasta przypadał na I i II wiek n.e. Po upadku Cesarstwa Rzymskiego i jego podziale na Wschód i Zachód, miasto leżało w obszarze granicznym obu potęg, co wywarło wpływ na jego historię i kulturę. We wczesnym średniowieczu miasto znalazło się pod rządami Cesarstwa Bizantyńskiego. Wówczas także wraz z Awarami przybywają tu pierwsi Słowianie. Na przełomie XII i XIII w. Budva podlegała książętom Duklji, a później Zety. Swój największy rozkwit w średniowieczu Budva uzyskała w XIV wieku, w czasie panowanie króla i cara serbskiego Stefana Urosza IV Duszana.
Od 1422 r. Budva (wówczas zwana w języku weneckim Budua) należała do Republiki Weneckiej, jako część tzw. Albanii Weneckiej. Wówczas miasto zostało ufortyfikowane murami, aby chronić je przed najazdami osmańskimi. W 1667 r. zostało znacznie zniszczone przez silne trzęsienie ziemi. Miasto wraz z okolicami aż do początków XVIII w. musiało liczyć się z wieloma walkami, jakie prowadzili wówczas Turcy i Wenecjanie o kontrolę nad regionem. Zgodnie z informacjami historyka Luigi Paulucci w jego książce „Le Bocche di Cattaro nel 1810” (Zatoka Kotorska w 1810), większość mieszkańców mówiła wtedy językiem weneckim aż do początków XIX w. Jeden z najwybitniejszych kompozytorów i librecistów teatru, Cristoforo Ivanovich, urodził się w weneckiej Budua.
Po upadku Republiki Weneckiej i pokoju w Campo Formio w 1797 r., Budva (wraz z całym regionem) stała się częścią Monarchii Habsburgów. W ciągu następnych kilkunastu lat epoki napoleońskiej miasto zajmowały różne wojska, wpierw francuskie, później rosyjskie, potem ponownie francuskie. Po Kongresie wiedeńskim w 1815 r. Budva (wraz z całym regionem) stała się częścią Królestwa Dalmacji, będącego krajem koronnym Cesarstwa Austrii. Po zakończeniu I wojny światowej miasto stało się częścią nowo powstałego Państwa Słoweńców, Chorwatów i Serbów, przekształconego miesiąc później w Królestwo Serbów, Chorwatów i Słoweńców, a od 1929 pod nazwą Królestwo Jugosławii. Podczas włoskiej okupacji w latach 1941–1943 miasto było częścią Prowincji Kotorskiej (Provincia di Cattaro), jednej z trzech prowincji w Gubernatorstwie Dalmacji. Oswobodzenie miasta z rąk nazistów miało miejsce 22 listopada 1944 r. Po zakończeniu II wojny światowej Budva weszła w skład Socjalistycznej Republiki Czarnogóry, będącej częścią składową tzw. drugiej Jugosławii. W latach 1992–2003 wchodzi w skład Federalnej Republiki Jugosławii, a później w latach 2003–2006 Serbii i Czarnogóry.
Podczas trzęsienia ziemi w kwietniu 1979 r. miasteczko zostało poważnie uszkodzone, a wstęp do starej części miasta był przez pewien czas zabroniony. Zniszczenia z czasem odbudowano i dziś nie ma po nich śladu.

## Miejsca warte odwiedzenia w Budvie
- Starówka – rozbudowana i otoczona murami przez Wenecjan w XV w. Wejścia do niej znajdują się w dwóch bramach: Morskiej (od północy) i Lądowej (od zachodu). Przy zewnętrznej części murów znajduje się wykonany z plastiku dzwon, rekwizyt z filmu Długie łodzie wikingów, którego sceny były kręcone w mieście,
- Cytadela – usytuowana w południowej części starówki, jako część murów miejskich. Początki fortyfikacji w tym miejscu sięgają V w. p.n.e. z czasach kolonizacji greckiej. Budowla była jednak wielokrotnie niszczona i odbudowana. Wewnątrz mieści się galeria ze starymi fotografiami Budvy i wystawa makiet okrętów[6]
- Muzeum Archeologiczne – mieści się w byłym kościele przyklasztornym. Zgromadzono w nim eksponaty z grecko-rzymskiej nekropolii odkrytej na terenie Budvy
- Kościół św. Jana Chrzciciela – największa świątynia w Budvie,

- Kościół Santa Marija in Punta – to najstarsza budowla w mieście, zbudowana w 840 r. przez zakon benedyktynów. We wnętrzu znajdują się cenne ikony oraz obrazy mistrzów weneckich z XV i XVI w., a także uważany za cudowny obraz „Madonna de Punta” w srebrnej ramie[7]
- Cerkiew św. Sawy – służąca w przeszłości zarówno katolikom, jak i wyznawcom prawosławia. Jest budowlą jednonawową wybudowaną w XII w[8]. w stylu romańskim, który zachowała do dziś. Wydłużone bloki kamienne, z których zbudowano cerkiew, przypominają podobne elementy z katedry św. Tryfona w Kotorze, stąd przypuszcza się, że zostały wykonane przez tę samą strzechę budowlaną[9]
- Cerkiew św. Trójcy – wybudowana w 1804 r., udekorowana malowidłami mistrza Nicholaosa Aspioti z Korfu. Jest budowlą jednonawową z półkolistą apsydą. Ściany są obłożone naprzemiennie ułożonymi białymi i czerwonymi kamieniami z ozdobnymi elementami.
- Mury obronne – w tym austriacka twierdza Mogren z XIX wieku.
- Wyspa św. Mikołaja – jest największą (2 km długości) wysepką na czarnogórskim wybrzeżu. Swą nazwę zawdzięcza znajdującemu się na niej małemu kościołowi św. Mikołaja z XVI w. otoczonemu starym cmentarzem. Wyspa jest ostoją licznych gatunków ptaków i drobnej zwierzyny, które żyją głównie w porastającym wysepkę lesie iglastym[9]. Przez mieszkańców Budvy wysepka nazywana jest „Hawajami” (od nazwy znajdującej się na niej letniej restauracji „Havaj”). Roztaczają się z niej widoki na miasto, Riwierę Budvańską i wzgórza je otaczające. Na wyspę kursują stateczki z miejskiego portu, bezpośrednio lub wzdłuż wybrzeża z uwzględnieniem wizyty u brzegów wyspy św. Stefana.

## Kultura
Co roku, od 1 lipca do 20 sierpnia, w Budvie odbywa się Międzynarodowy Festiwal Teatralny. Poświęcony jest on nie tylko teatrowi, gdyż odbywają się także koncerty muzyki klasycznej, w galeriach ukazuje się dzieła malarskie, a na Skwerze Poetów swoje utwory odczytują czarnogórscy twórcy. Imprezy festiwalowe odbywają się zarówno na wolnym powietrzu, jak i w zabytkowych obiektach. Spektakle teatralne odbywają się najczęściej w Cytadeli.
Do 2011 r. odbywał się w Budvie pod koniec czerwca festiwal muzyczny Pjesma Mediterana (Festiwal Piosenki Śródziemnomorskiej), zwany wcześniej Music Festival Budva, w którym udział brali wykonawcy z Serbii, Czarnogóry, Chorwacji, Bośni i Hercegowiny oraz Macedonii.
Budva zasłynęła jako najmniejsze miasto, w którym zagrała kiedykolwiek grupa The Rolling Stones, co miało miejsce 9 lipca 2007 r. w trakcie ich trasy koncertowej A Bigger Bang Tour. Koncert odbył się na plaży Jaz i zgromadził 35 tys. ludzi, czyli dwa razy tyle, ile mieszka w Budvie.
W 2009 r. Budva i Kotor gościły konwencję Europejskiej Federacji Miast Karnawałowych.

## Sport
W mieście funkcjonuje klub piłkarski Mogren Budva, który rozgrywa swoje spotkania na stadionie Lugovi.

## Transport
Przez miasto przebiega główna droga czarnogórskiego wybrzeża – M2, będąca częścią trasy europejskiej E65. Budvę łączy ze stolicą kraju Podgoricą droga M2.3 biegnąca przez Cetynię.
Najbliższym lotniskiem jest Port lotniczy Tivat znajdujący się 20 km na północ od miasta. Drugie lotnisko w Czarnogórze, Port lotniczy Podgorica leży 65 km na północny wschód od Budvy.

## Klimat
Budva ma typowy klimat śródziemnomorski, z ciepłym latem i łagodną zimą i 230 słonecznych dni w roku. Budva ma typowy śródziemnomorski schemat opadów, co powoduje bardziej wilgotne zimy i suche lata. Temperatury latem w ciągu dnia w zakresie od 24 do 32 °C i od 8 do 14 °C w czasie miesięcy zimowych. Latem średnia temperatura wynosi 25 °C, zimą zaś 9,3 °C. Temperatura morza dochodzi do 25 °C w miesiącach letnich, natomiast utrzymuje od 17 °C do 20 °C jesienią.

## Galeria

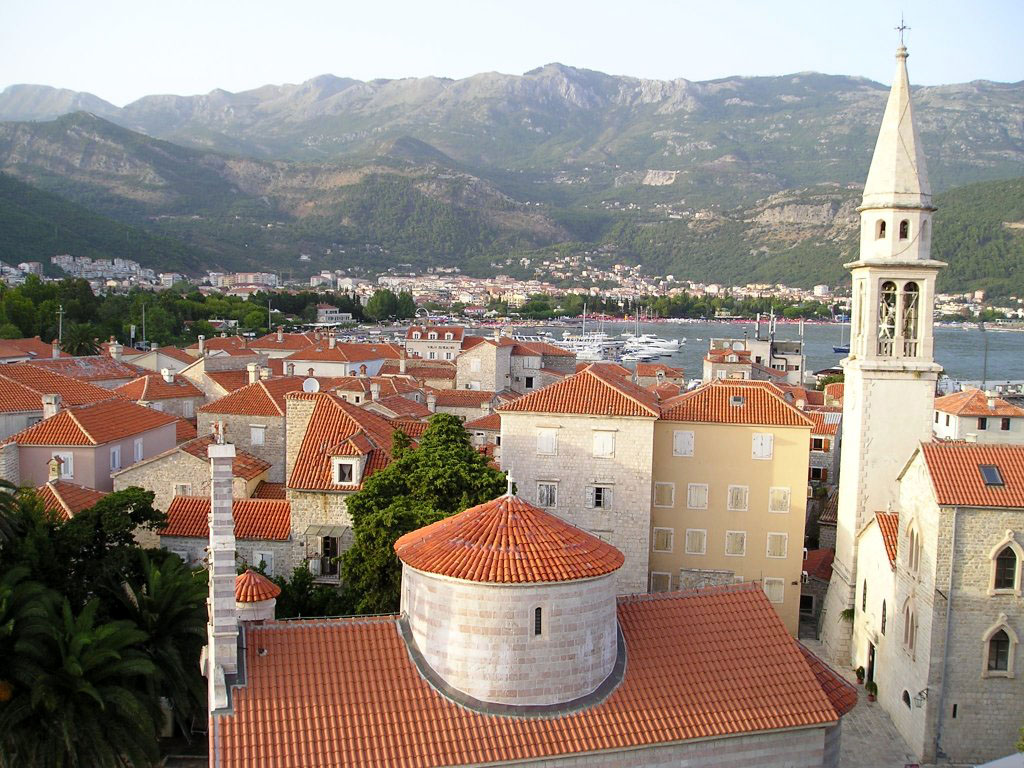
Widok na miasto z murów cytadeli
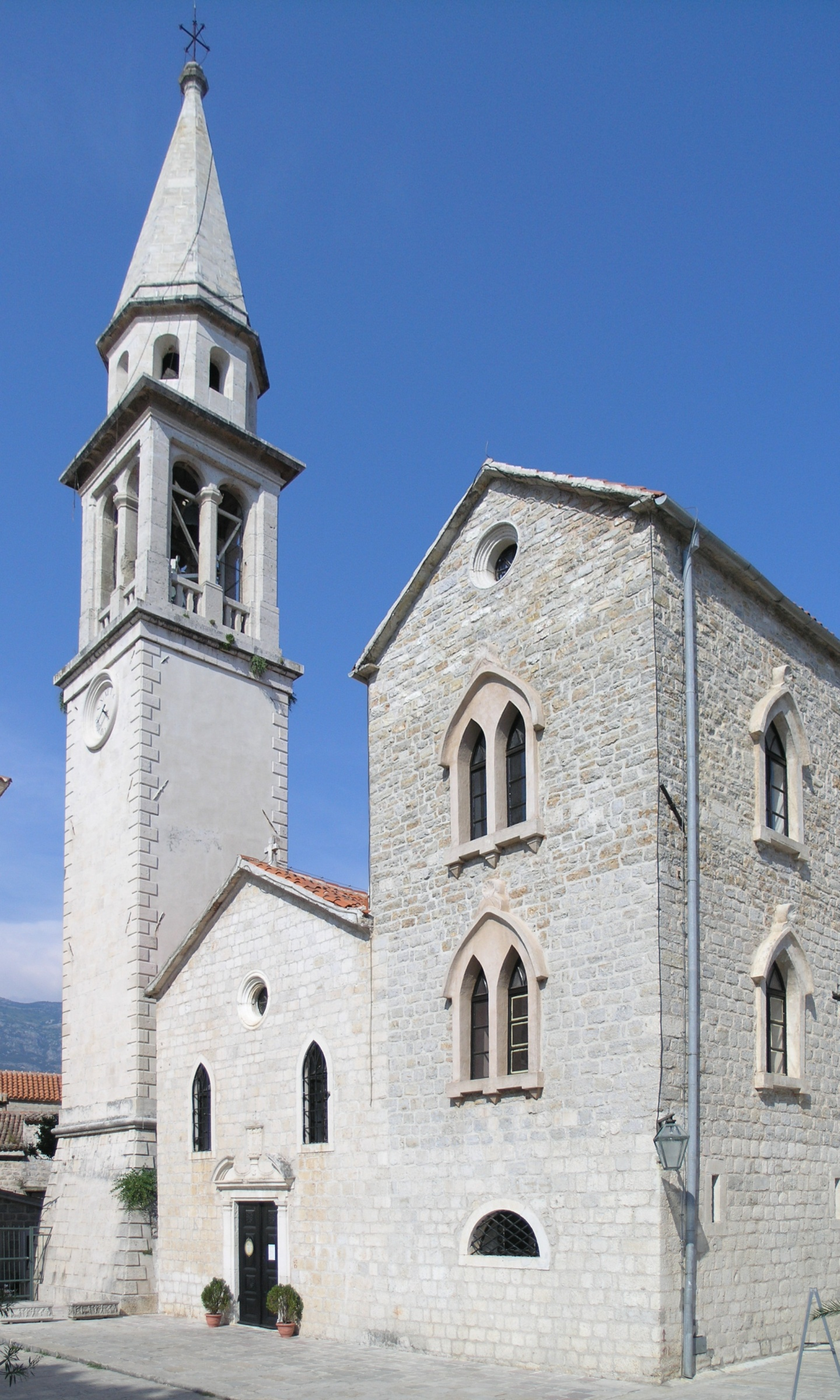
Kościół św. Jana Chrzciciela
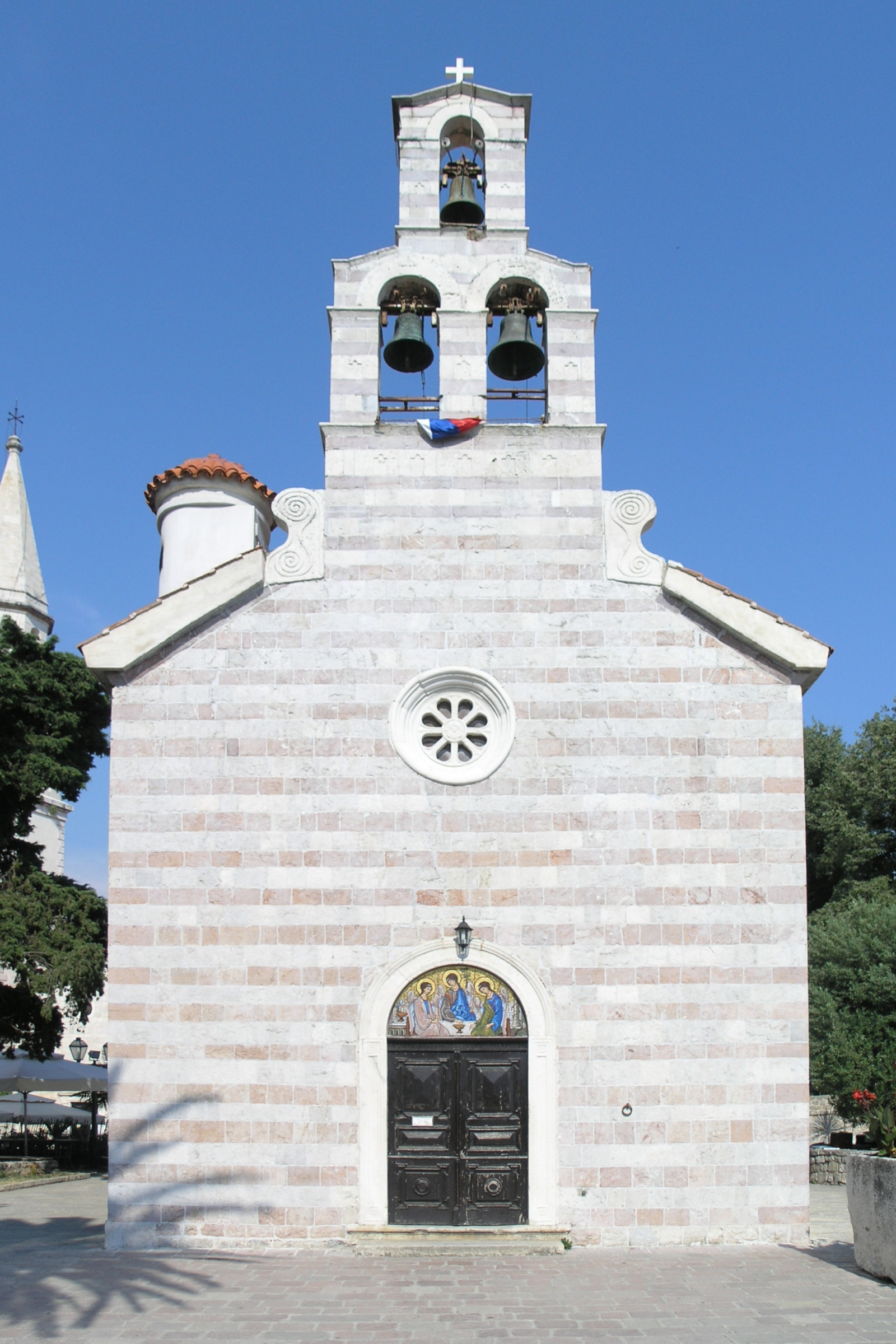
Cerkiew św. Trójcy
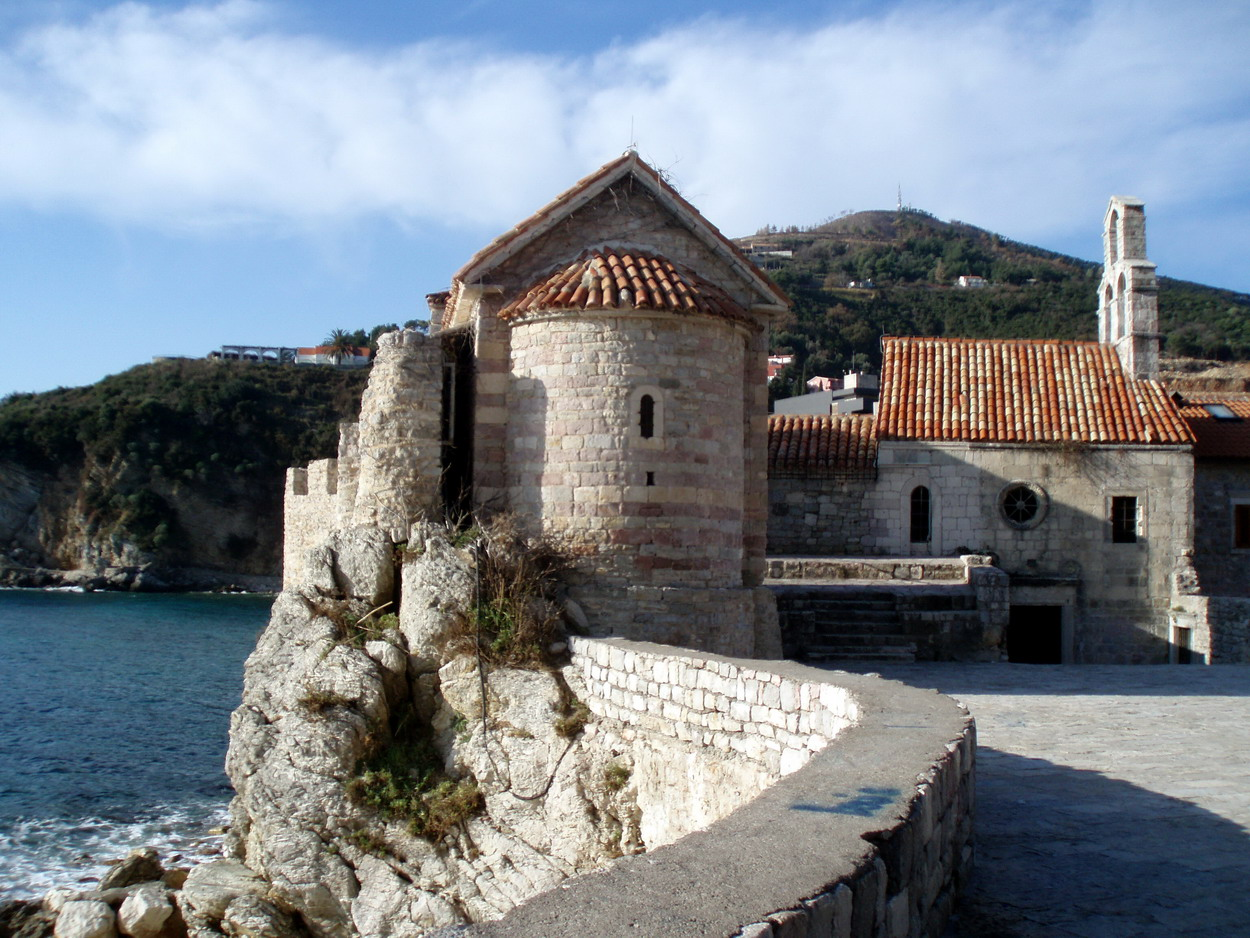
Cerkiew św. Sawy i kościół św. Marii in Punta

## Miasta partnerskie
- Nowy Sad, Serbia
- Velika Plana, Serbia
- Bańska Bystrzyca, Słowacja
- Ochryda, Macedonia Północna
- Sarajewo, Bośnia i Hercegowina
- West Palm Beach, Stany Zjednoczone